# 96.ª edición de los Premios Óscar
La 96.ª edición de los Premios Óscar, organizada por la Academia de Artes y Ciencias Cinematográficas, honró a las mejores películas estrenadas en 2023. Tuvo lugar en el Dolby Theatre de Hollywood, Los Ángeles, California, el 10 de marzo de 2024.
Durante la ceremonia se entregaron los Premios de la Academia, popularmente conocidos como los Óscar, en 23 categorías. Fue televisada en Estados Unidos a través del canal ABC, producida por Raj Kapoor y Katy Mullan, con Hamish Hamilton como director, y conducida por cuarta ocasión por el comediante Jimmy Kimmel.
Oppenheimer lideró la ceremonia con 13 nominaciones, seguido de Pobres criaturas y Los asesinos de la luna con 11 y 10, respectivamente. Oppenheimer ganó siete premios principales, incluidos mejor película y mejor director. Otros grandes ganadores fueron Pobres criaturas con cuatro premios y Zona de interés con dos. Las películas American Fiction, Anatomía de una caída, Barbie, El niño y la garza, Godzilla Minus One, Los que se quedan y 20 días en Mariúpol, lograron alcanzar un premio cada una. Los cortometrajes ganadores fueron La maravillosa historia de Henry Sugar, The Last Repair Shop y WAR IS OVER! Inspired by the Music of John and Yoko.
La transmisión atrajo a 19,5 millones de espectadores en los Estados Unidos, convirtiéndose en la entrega de premios más vista desde 2020.

## Programa
| Fecha                 | Evento                            |
| --------------------- | --------------------------------- |
| 9 de enero de 2024    | Premio de los Gobernadores        |
| 23 de enero de 2024   | Anuncio de los nominados          |
| 23 de febrero de 2024 | Premios Científicos y Técnicos    |
| 10 de marzo de 2024   | 96.ª edición de los Premios Óscar |

## Nominados y ganadores
Los nominados a la 96.ª edición de los Premios Óscar fueron anunciados el martes 23 de enero de 2024, desde el Samuel Goldwyn Theater de Beverly Hills, por los actores Zazie Beetz y Jack Quaid; el anuncio fue transmitido a través de las páginas web de la organización, junto con las cuentas de YouTube, Facebook, Instagram y TikTok de la Academia. El programa matutino Good Morning America y las plataformas streaming ABC News Live y Disney+, también transmitieron la ceremonia de nominaciones.
Esta edición estuvo marcada por hechos sin precedentes, por primera vez se registró un amplio número de producciones internacionales nominadas fuera de la categoría de mejor película internacional, destacando la categoría de mejor película, en donde dos filmes de habla no inglesa lograron ser nominadas en la categoría principal (Anatomía de una caída y Zona de interés), por su parte, todas las películas nominadas en la categoría de mejor largometraje documental fueron producciones no estadounidenses, mientras que dos filmes no hablados en inglés lograron estar entre las nominadas a mejor película animada (El niño y la garza y Robot Dreams). Otras producciones de habla no inglesa como El conde, Godzilla Minus One y La sociedad de la nieve lograron al menos una nominación en apartados técnicos.
Igualmente, esta edición también impondría un importante récord de películas internacionales ganadoras del Óscar en una sola ceremonia, siendo en total 5 películas que lograron alzarse con una estatuilla, ellas son: la francesa Anatomía de una caída (ganadora a mejor guion original), la británica Zona de interés (ganadora a mejor película internacional y mejor sonido), la ucraniana 20 días en Mariúpol (ganadora a mejor largometraje documental) y las japonesas Godzilla Minus One (ganadora a mejores efectos visuales) y El niño y la garza (ganadora a mejor película animada) respectivamente. Por su parte, Zona de interés se convirtió en la primera película de Reino Unido pero hablada en otro idioma distinto al inglés en ganar el Óscar a la mejor película internacional.
El fenómeno cinematográfico denominado como "Barbenheimer" recibió un total de 21 nominaciones (ocho para Barbie y trece para Oppenheimer). Las dos películas compitieron entre sí en seis categorías, incluida la de mejor película. Finalmente, ambas películas ganarían estatuillas, Barbie solo obtendría una y Oppenheimer se llevaría siete, incluyendo la categoría principal.
Diez actores recibieron sus primeras nominaciones al Óscar este año. Los nominados en las categorías de actuación incluyeron representaciones de tres actores abiertamente LGBTQ+: Colman Domingo, Jodie Foster y Lily Gladstone. Gladstone también se convirtió en la primera actriz nativa americana en ser nominada. Scott George, quien escribió la música y letra de la canción "Wahzhazhe (A Song for My People)", se convirtió en el primer miembro de la comunidad Osage en ser nominado a un premio de la Academia.
Tres de las películas nominadas a mejor película fueron dirigidas por mujeres, siendo estas: Justine Triet por Anatomía de una caída, Greta Gerwig por Barbie y Celine Song por Vidas pasadas, de las cuales solamente Triet sería nominada a mejor director, convirtiéndose en la octava mujer en conseguir una nominación en dicha categoría.
Curiosamente, las actrices Annette Bening y Jodie Foster están las nominaciones de la categoría a las mejor actriz y mejor actriz de reparto en su labor Nyad, consiguiendo ambas su quinta nominación. 
Billie Eilish y Finneas O'Connel se alzaron con el premio a mejor canción original por "What Was I Made For?" de Barbie, convirtiéndose en los dos veces ganadores del Óscar más jóvenes de la historia (22 y 26 años, respectivamente), habiendo ganado previamente el premio en 2022 por "No Time To Die" de Sin tiempo para morir. Los asesinos de la luna se convirtió en la tercera película de Martin Scorsese en ser nominada en diez o más categorías y no ganar un solo premio, después de El irlandés y Gangs of New York.
Takashi Yamazaki se convirtió en el segundo director en ganar el Óscar a los mejores efectos visuales por Godzilla Minus One dirigida por él mismo, desde la 41.ª  edición, cuando el director Stanley Kubrick ganó un Óscar en esa categoría por su película 2001: Una odisea del espacio.
El director Hayao Miyazaki, a la edad de 83 años, se convirtió en el director de mayor edad en ganar el premio a la mejor película animada por El niño y la garza. Además, El niño y la garza se convirtió en la primera película animada PG-13 en ganar mejor película animada; todas las ganadores anteriores fueron clasificadas G o PG. Además de ser la segunda película de animación japonesa en ganar el premio, siendo El viaje de Chihiro (También de Hayao Miyazaki) la última película en ganar en esta categoría en la 75.ª edición.

### Premios

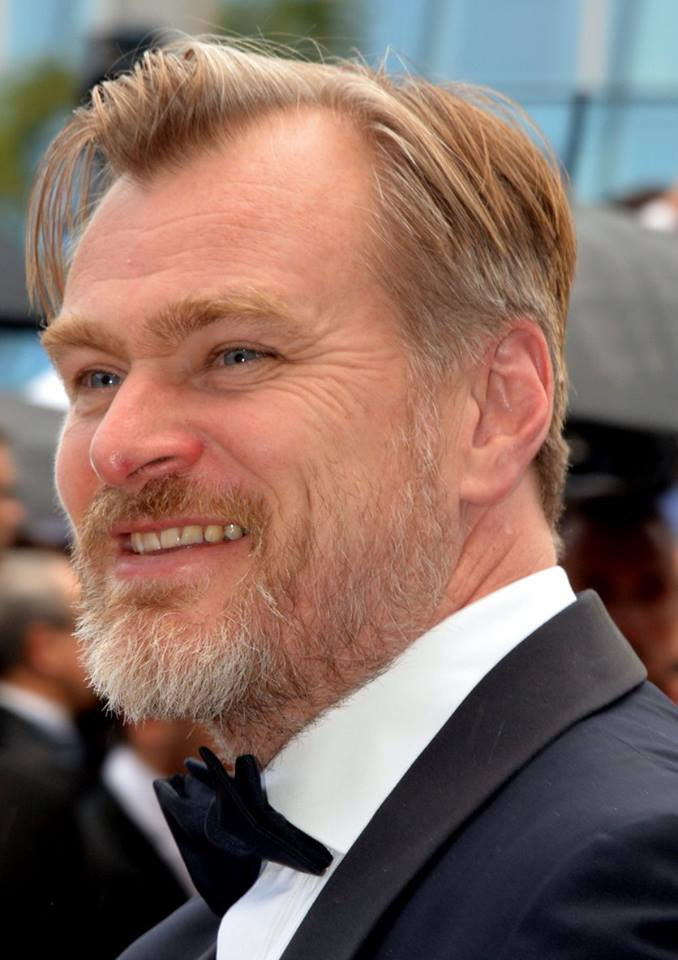
Christopher Nolan, ganador del Óscar a mejor película y mejor dirección por Oppenheimer.

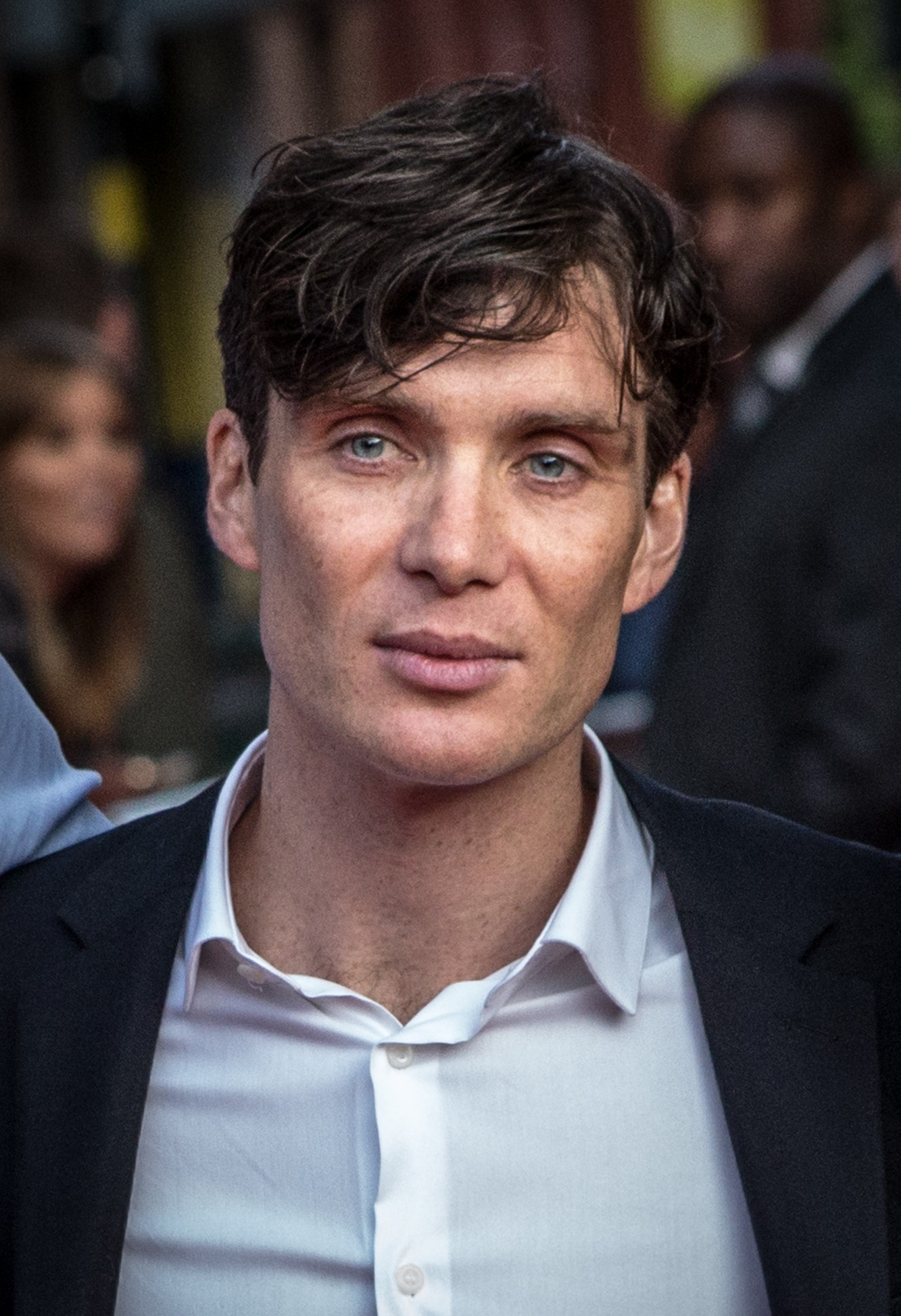
Cillian Murphy, ganador del Óscar a mejor actor por Oppenheimer.

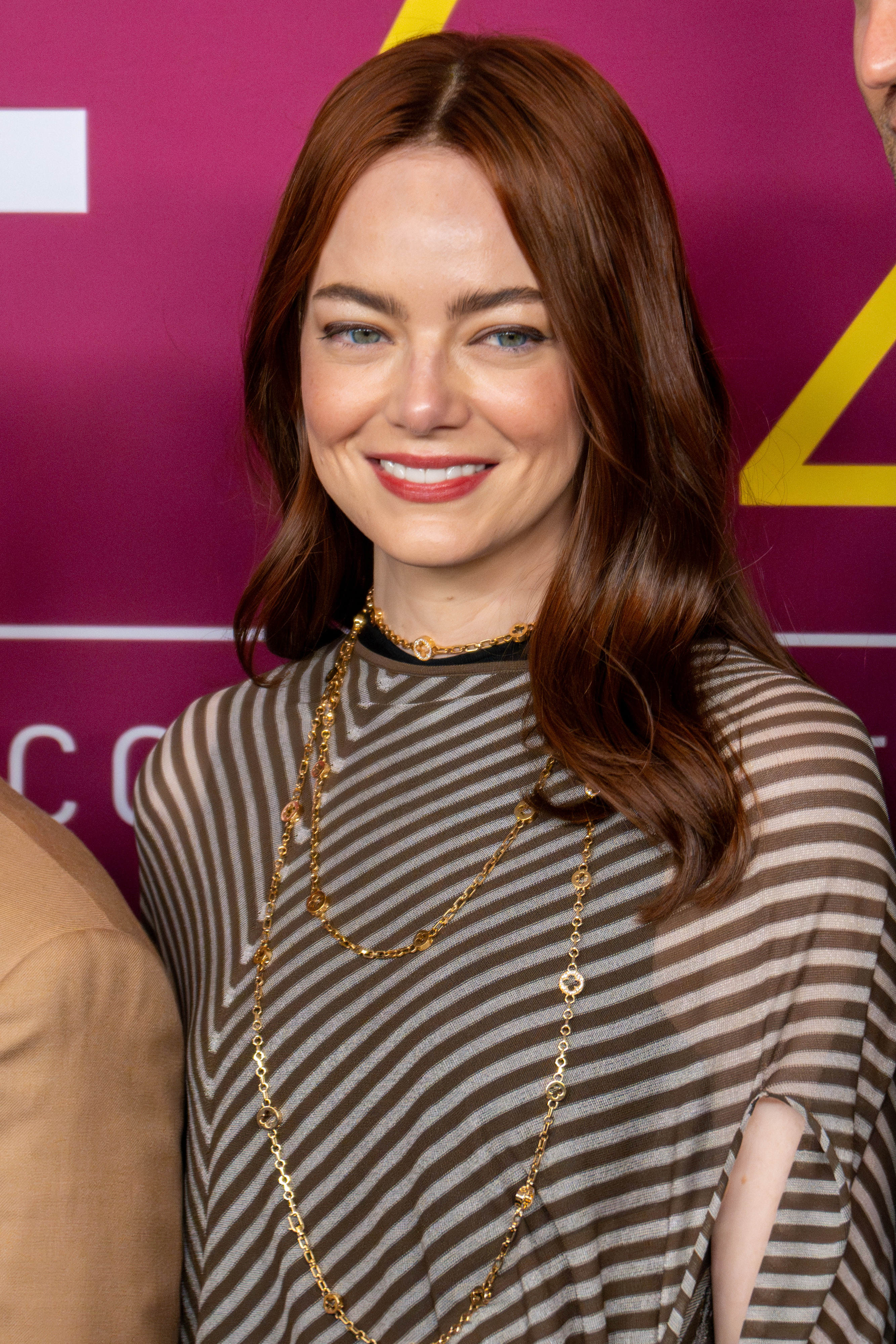
Emma Stone, ganadora del Óscar a mejor actriz por Pobres criaturas.

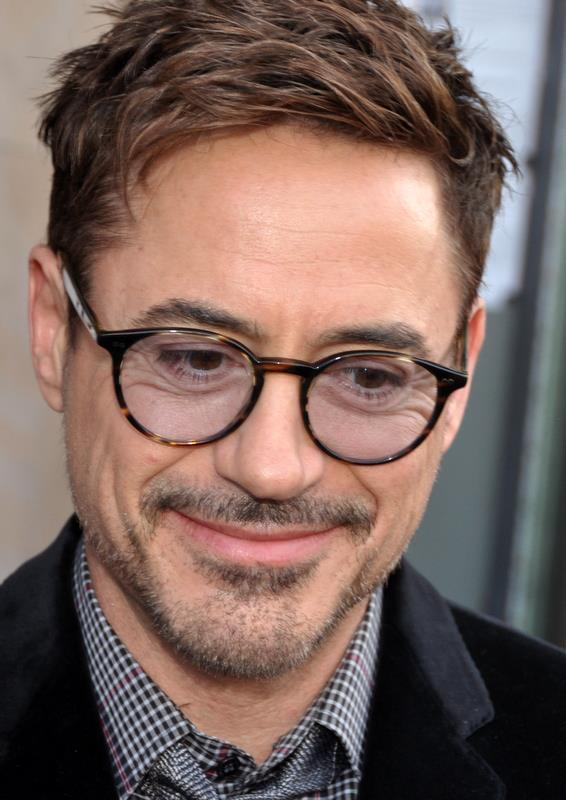
Robert Downey Jr., ganador del Óscar a mejor actor de reparto por Oppenheimer.

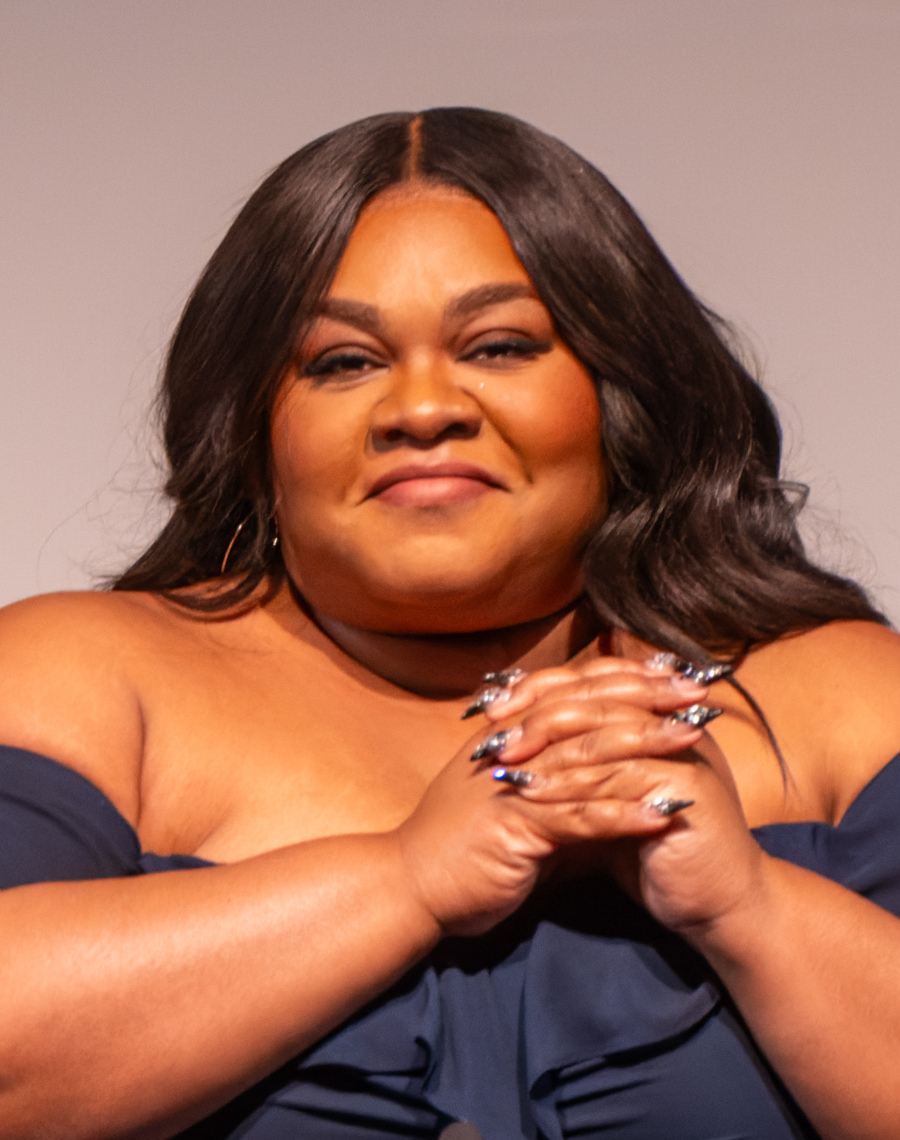
Da'Vine Joy Randolph, ganadora del Óscar a mejor actriz de reparto por Los que se quedan.

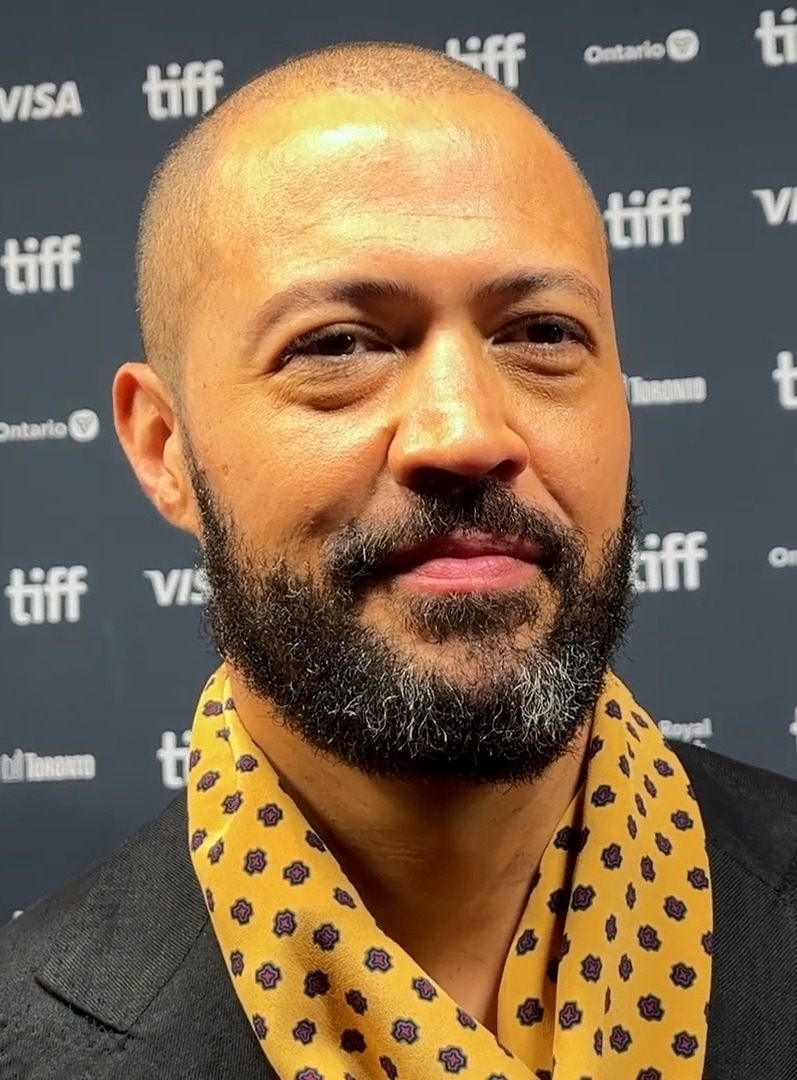
Cord Jefferson, ganador del Óscar a mejor guion adaptado por American Fiction.

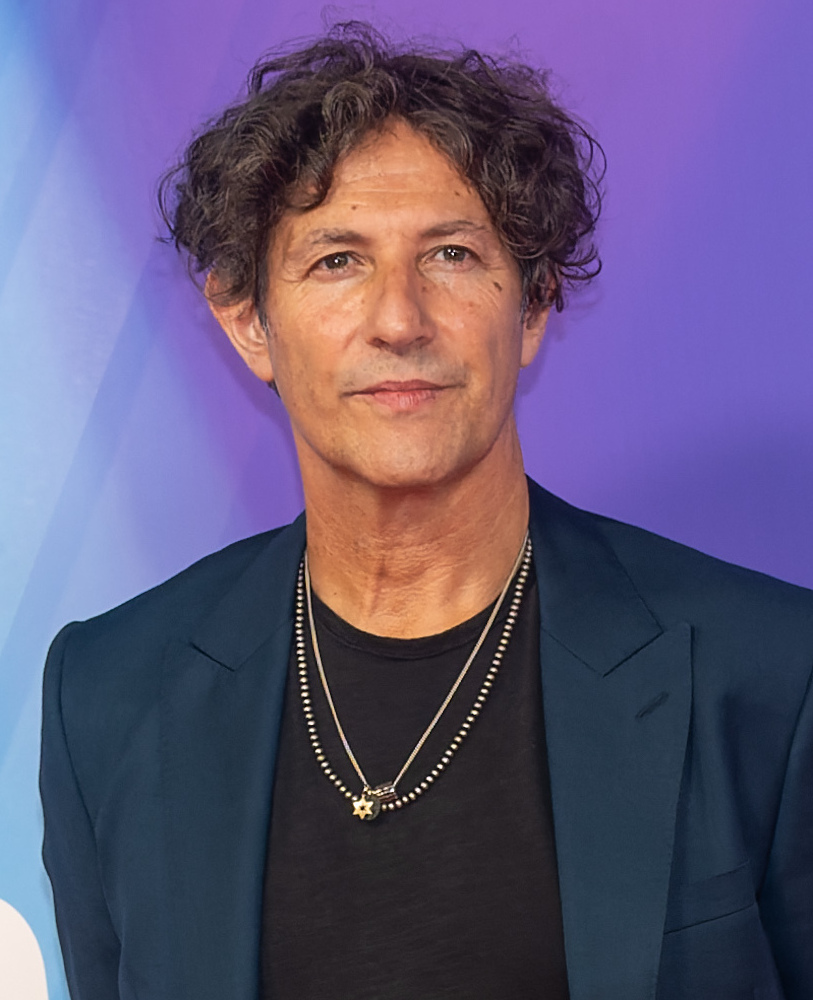
Jonathan Glazer, ganador del Óscar a mejor película internacional por Zona de interés.

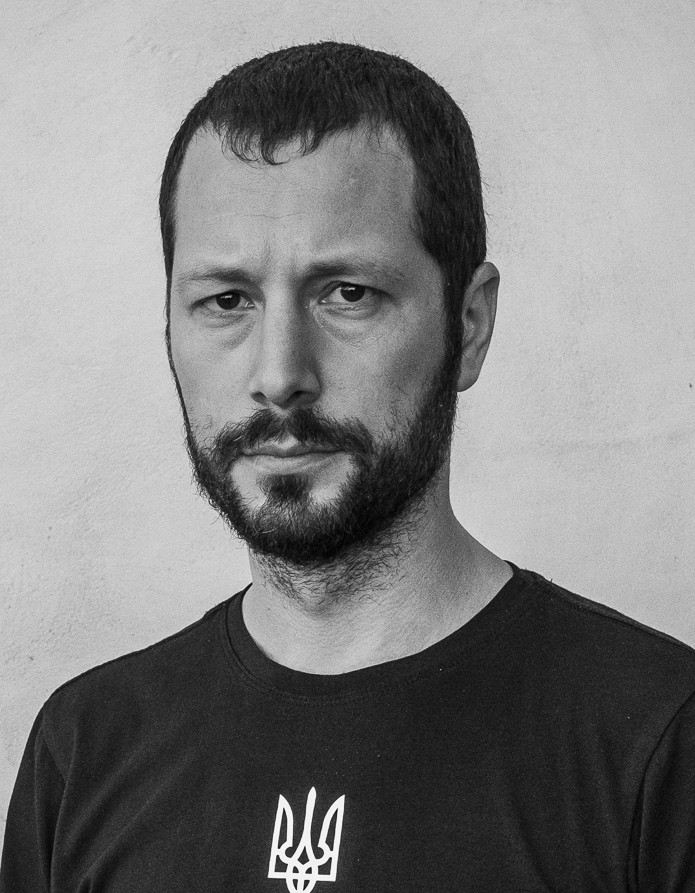
Mstyslav Chernov, ganador del Óscar al mejor largometraje documental por 20 días en Mariúpol.

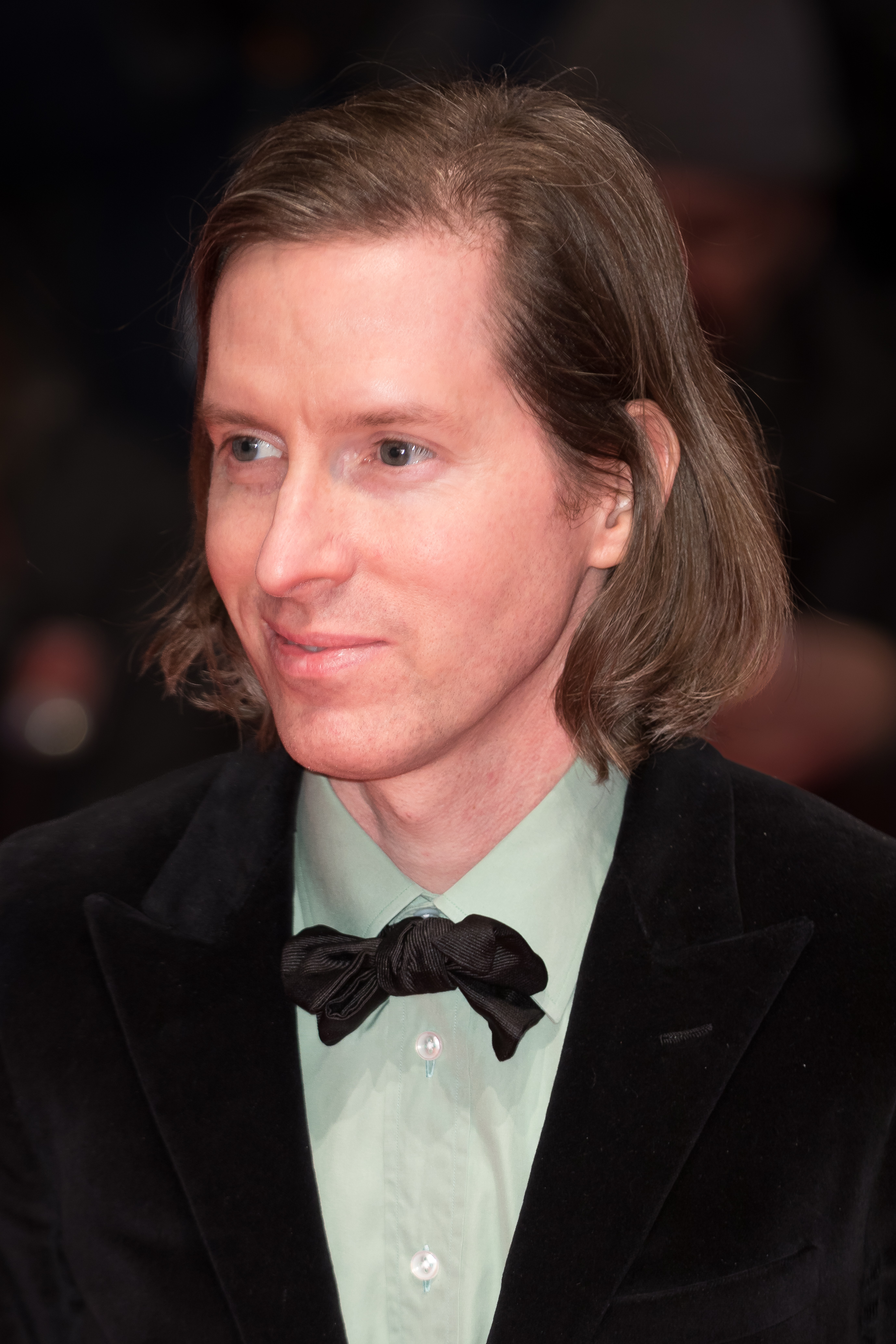
Wes Anderson, ganador del Óscar a mejor cortometraje por La maravillosa historia de Henry Sugar.

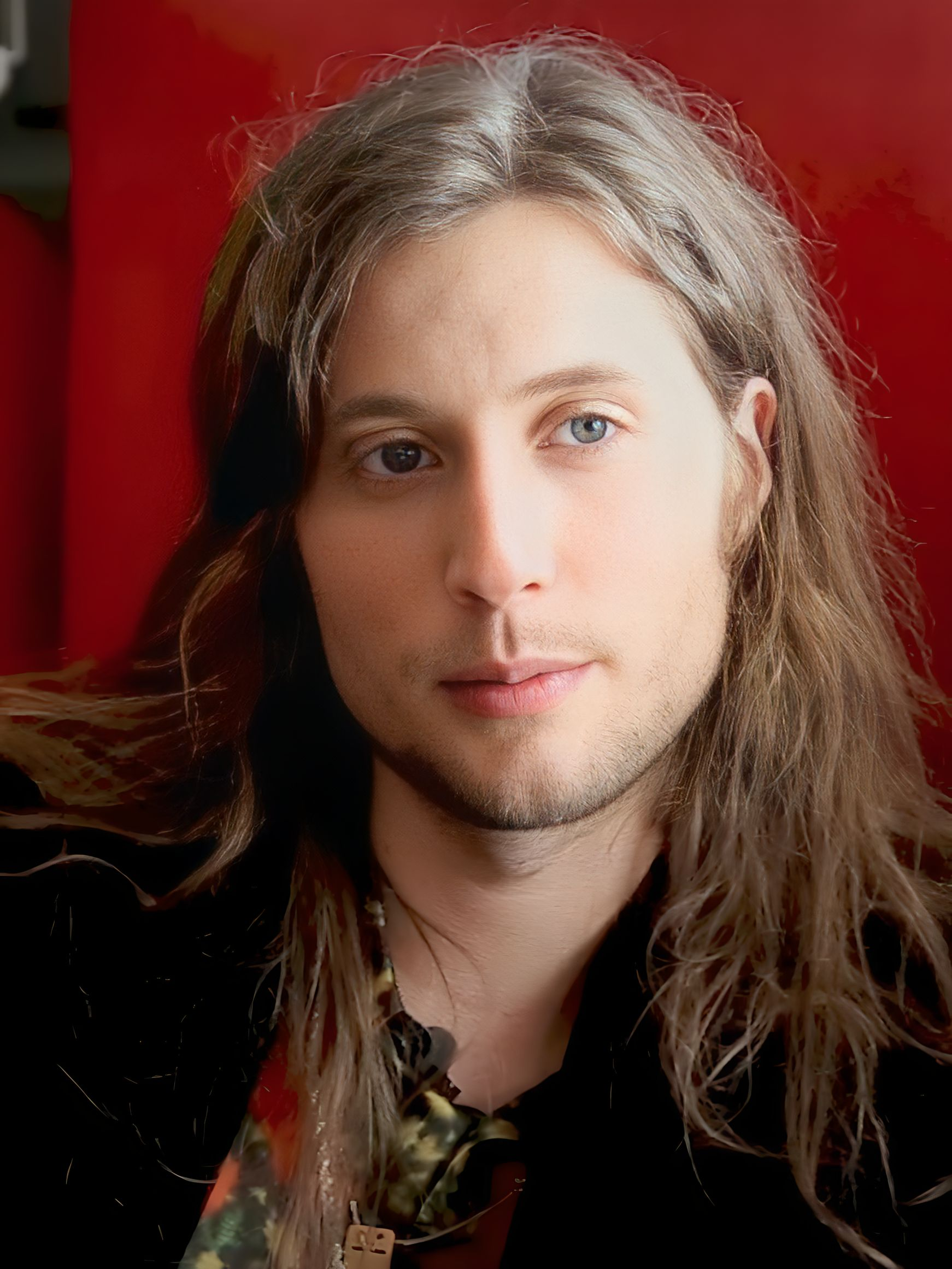
Ludwig Göransson, ganador del Óscar a mejor banda sonora por Oppenheimer.

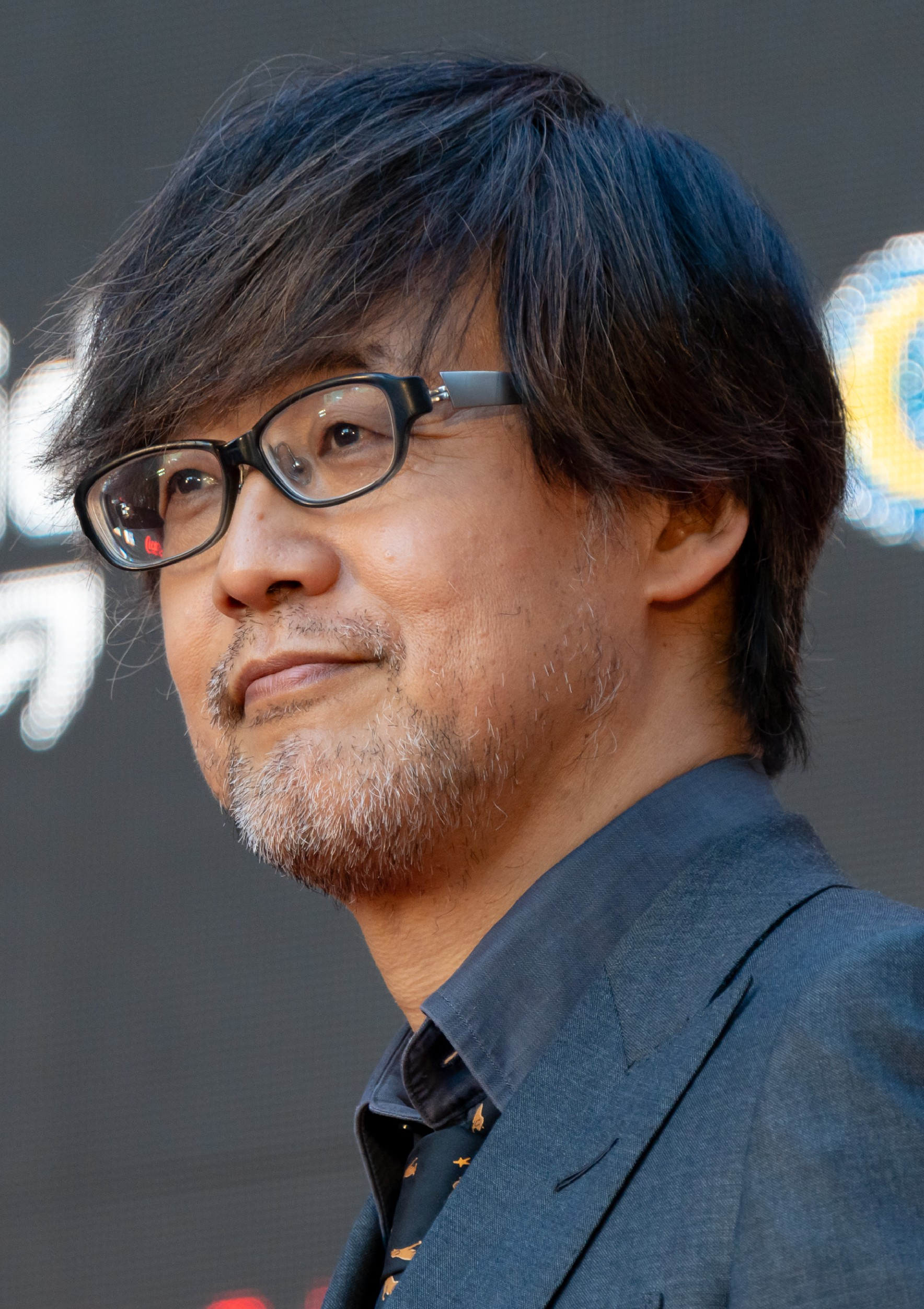
Takashi Yamazaki, ganador del Óscar a mejores efectos visuales por Godzilla Minus One.

Indica el ganador dentro de cada categoría, mostrado al principio y resaltado en negritas. A continuación se listan los nominados y ganadores del Óscar:
| Mejor película Presentado por: Al Pacino | Mejor director Presentado por: Steven Spielberg |
| - Oppenheimer – Emma Thomas, Charles Roven y Christopher Nolan - American Fiction – Ben LeClair, Nikos Karamigios, Cord Jefferson y Jermaine Johnson - Anatomía de una caída – Marie-Ange Luciani y David Thion - Barbie – David Heyman, Margot Robbie, Tom Ackerley y Robbie Brenner - Los asesinos de la luna – Dan Friedkin, Bradley Thomas, Martin Scorsese y Daniel Lupi - Los que se quedan – Mark Johnson - Maestro – Bradley Cooper, Steven Spielberg, Fred Berner, Amy Durning y Kristie Macosko Krieger - Pobres criaturas – Ed Guiney, Andrew Lowe, Giórgos Lánthimos y Emma Stone - Vidas pasadas – David Hinojosa, Christine Vachon y Pamela Koffler - Zona de interés – James Wilson | - Christopher Nolan – Oppenheimer - Justine Triet – Anatomía de una caída - Martin Scorsese – Los asesinos de la luna - Giórgos Lánthimos – Pobres criaturas - Jonathan Glazer – Zona de interés |
| Mejor actor Presentado por: Nicolas Cage, Brendan Fraser, Ben Kingsley, Matthew McConaughey y Forest Whitaker | Mejor actriz Presentado por: Sally Field, Jessica Lange, Jennifer Lawrence, Charlize Theron y Michelle Yeoh |
| - Cillian Murphy – Oppenheimer como J. Robert Oppenheimer - Bradley Cooper – Maestro como Leonard Bernstein - Colman Domingo – Rustin como Bayard Rustin - Paul Giamatti – Los que se quedan como Paul Hunham - Jeffrey Wright – American Fiction como Thelonious "Monk" Ellison | - Emma Stone – Pobres criaturas como Bella Baxter - Annette Bening – Nyad como Diana Nyad - Lily Gladstone – Los asesinos de la luna como Mollie Burkhart - Sandra Hüller – Anatomía de una caída como Sandra Voyter - Carey Mulligan – Maestro como Felicia Montealegre |
| Mejor actor de reparto Presentado por: Mahershala Ali, Ke Huy Quan, Tim Robbins, Sam Rockwell y Christoph Waltz | Mejor actriz de reparto Presentado por: Jamie Lee Curtis, Regina King, Rita Moreno, Lupita Nyong'o y Mary Steenburgen |
| - Robert Downey Jr. – Oppenheimer como Lewis Strauss - Sterling K. Brown – American Fiction como Clifford "Cliff" Ellison - Robert De Niro – Los asesinos de la luna como William King Hale - Ryan Gosling – Barbie como Ken - Mark Ruffalo – Pobres criaturas como Duncan Wedderburn | - Da'Vine Joy Randolph – Los que se quedan como Mary Lamb - Emily Blunt – Oppenheimer como Kitty Oppenheimer - Danielle Brooks – El color púrpura como Sofia - America Ferrera – Barbie como Gloria - Jodie Foster – Nyad como Bonnie Stoll |
| Mejor guion original Presentado por: Melissa McCarthy y Octavia Spencer | Mejor guion adaptado Presentado por: Melissa McCarthy y Octavia Spencer |
| - Anatomía de una caída – Justine Triet y Arthur Harari - Los que se quedan – David Hemingson - Maestro – Bradley Cooper y Josh Singer - Secretos de un escándalo – Guion por Samy Burch; historia por Samy Burch y Alex Mechanik - Vidas pasadas – Celine Song | - American Fiction – Cord Jefferson; basado en la novela Erasure escrita por Percival Everett en 2001 - Barbie – Greta Gerwig y Noah Baumbach; basado en los personajes creados por Ruth Handler - Oppenheimer – Christopher Nolan; basado en la biografía Prometeo americano escrita por Kai Bird y Martin J. Sherwin en 2005 - Pobres criaturas – Tony McNamara; basado en la novela homónima escrita por Alasdair Gray en 1992 - Zona de interés – Jonathan Glazer; basado en la novela homónima escrita por Martin Amis en 2014 |
| Mejor película animada Presentado por: Chris Hemsworth y Anya Taylor-Joy | Mejor película internacional Presentado por: Bad Bunny y Dwayne Johnson |
| - El niño y la garza – Hayao Miyazaki y Toshio Suzuki - Elemental – Peter Sohn y Denise Ream - Nimona – Nick Bruno, Troy Quane, Karen Ryan y Julie Zackary - Robot Dreams – Pablo Berger, Ibon Cormenzana, Ignasi Estapé y Sandra Tapia Díaz - Spider-Man: Across the Spider-Verse – Kemp Powers, Justin K. Thompson, Phil Lord, Christopher Miller y Amy Pascal | - Zona de interés (Reino Unido) – Jonathan Glazer - La sociedad de la nieve (España) – J. A. Bayona - Perfect Days (Japón) – Wim Wenders - Sala de profesores (Alemania) – İlker Çatak - Yo capitán (Italia) – Matteo Garrone |
| Mejor largometraje documental Presentado por: America Ferrera y Kate McKinnon | Mejor cortometraje documental Presentado por: America Ferrera y Kate McKinnon |
| - 20 días en Mariúpol – Mstyslav Chernov, Michelle Mizner y Raney Aronson-Rath - Bobi Wine: The People's President – Moses Bwayo, Christopher Sharp y John Battsek - La memoria infinita – Maite Alberdi, Juan de Dios Larraín, Pablo Larraín y Rocío Jadue - Las hijas de Olfa – Kaouther Ben Hania y Nadim Cheikhrouha - To Kill a Tiger – Nisha Pahuja, Cornelia Principe y David Oppenheim | - The Last Repair Shop – Ben Proudfoot y Kris Bowers - The ABCs of Book Banning – Sheila Nevins y Trish Adlesic - The Barber of Little Rock – John Hoffman y Christine Turner - Island in Between – S. Leo Chiang y Jean Tsien - Nǎi Nai & Wài Pó – Sean Wang y Sam Davis |
| Mejor cortometraje Presentado por: Issa Rae y Ramy Youssef | Mejor cortometraje animado Presentado por: Chris Hemsworth y Anya Taylor-Joy |
| - La maravillosa historia de Henry Sugar – Wes Anderson y Steven Rales - The After – Misan Harriman y Nicky Bentham - Invincible – Vincent René-Lortie y Samuel Caron - Knight of Fortune – Lasse Lyskjær Noer y Christian Norlyk - Red, White and Blue – Nazrin Choudhury y Sara McFarlane | - WAR IS OVER! Inspired by the Music of John and Yoko – Dave Mullins y Brad Booker - Letter to a Pig – Tal Kantor y Amit R. Gicelter - Ninety-Five Senses – Jerusha Hess y Jared Hess - Our Uniform – Yegane Moghaddam - Pachyderme – Stéphanie Clément y Marc Rius |
| Mejor banda sonora original Presentado por: Cynthia Erivo y Ariana Grande | Mejor canción original Presentado por: Cynthia Erivo y Ariana Grande |
| - Oppenheimer – Ludwig Göransson - American Fiction – Laura Karpman - Indiana Jones y el dial del destino – John Williams - Los asesinos de la luna – Robbie Robertson (póstumo) - Pobres criaturas – Jerskin Fendrix | - "What Was I Made For?" de Barbie – Letra y música: Billie Eilish y Finneas O'Connell - "The Fire Inside" de Flamin' Hot – Letra y música: Diane Warren - "I'm Just Ken" de Barbie – Letra y música: Mark Ronson y Andrew Wyatt - "It Never Went Away" de American Symphony – Letra y música: Jon Batiste y Dan Wilson - "Wahzhazhe (A Song for My People)" de Los asesinos de la luna – Letra y música: Scott George |
| Mejor sonido Presentado por: John Mulaney | Mejor fotografía Presentado por: Zendaya |
| - Zona de interés – Tarn Willers y Johnnie Burn - The Creator – Ian Voigt, Erik Aadahl, Ethan Van der Ryn, Tom Ozanich y Dean Zupancic - Maestro – Steven A. Morrow, Richard King, Jason Ruder, Tom Ozanich y Dean Zupancic - Mission: Impossible – Dead Reckoning Part One – Chris Munro, James H. Mather, Chris Burdon y Mark Taylor - Oppenheimer – Willie Burton, Richard King, Gary A. Rizzo y Kevin O'Connell | - Oppenheimer – Hoyte van Hoytema - El Conde – Edward Lachman - Los asesinos de la luna – Rodrigo Prieto - Maestro – Matthew Libatique - Pobres criaturas – Robbie Ryan |
| Mejor diseño de producción Presentado por: Michael Keaton y Catherine O'Hara | Mejor montaje Presentado por: Danny DeVito y Arnold Schwarzenegger |
| - Pobres criaturas – Diseño de producción: James Price y Shona Heath; Decorados: Zsuzsa Mihalek - Barbie – Diseño de producción: Sarah Greenwood; Decorados: Katie Spencer - Los asesinos de la luna – Diseño de producción: Jack Fisk; Decorados: Adam Willis - Napoleón – Diseño de producción: Arthur Max; Decorados: Elli Griff - Oppenheimer – Diseño de producción: Ruth De Jong; Decorados: Claire Kaufman | - Oppenheimer – Jennifer Lame - Anatomía de una caída – Laurent Sénéchal - Los asesinos de la luna – Thelma Schoonmaker - Los que se quedan – Kevin Tent - Pobres criaturas – Yorgos Mavropsaridis |
| Mejor diseño de vestuario Presentado por: John Cena | Mejor maquillaje y peluquería Presentado por: Michael Keaton y Catherine O'Hara |
| - Pobres criaturas – Holly Waddington - Barbie – Jacqueline Durran - Los asesinos de la luna – Jacqueline West - Napoleón – Janty Yates y Dave Crossman - Oppenheimer – Ellen Mirojnick | - Pobres criaturas – Nadia Stacey, Mark Coulier y Josh Weston - Golda – Karen Hartley Thomas, Suzi Battersby y Ashra Kelly-Blue - La sociedad de la nieve – Ana López-Puigcerver, David Martí y Montse Ribé - Maestro – Kazu Hiro, Kay Georgiou y Lori McCoy-Bell - Oppenheimer – Luisa Abel |
| Mejores efectos visuales Presentado por: Danny DeVito y Arnold Schwarzenegger | |
| - Godzilla Minus One – Takashi Yamazaki, Kiyoko Shibuya, Masaki Takahashi y Tatsuji Nojima - The Creator – Jay Cooper, Ian Comley, Andrew Roberts y Neil Corbould - Guardianes de la Galaxia Vol. 3 – Stephane Ceretti, Alexis Wajsbrot, Guy Williams y Theo Bialek - Mission: Impossible – Dead Reckoning Part One – Alex Wuttke, Simone Coco, Jeff Sutherland y Neil Corbould - Napoleón – Charley Henley, Luc-Ewen Martin-Fenouillet, Simone Coco y Neil Corbould | |

### Películas con múltiples nominaciones y premios
| Película                                      | Nominaciones |
| --------------------------------------------- | ------------ |
| Oppenheimer                                   | 13           |
| Pobres criaturas                              | 11           |
| Los asesinos de la luna                       | 10           |
| Barbie                                        | 8            |
| Maestro                                       | 7            |
| American Fiction                              | 5            |
| Anatomía de una caída                         | 5            |
| Los que se quedan                             | 5            |
| Zona de interés                               | 5            |
| Napoleón                                      | 3            |
| The Creator                                   | 2            |
| La sociedad de la nieve                       | 2            |
| Mission: Impossible – Dead Reckoning Part One | 2            |
| Nyad                                          | 2            |
| Vidas pasadas                                 | 2            |

| Película         | Premios |
| ---------------- | ------- |
| Oppenheimer      | 7       |
| Pobres criaturas | 4       |
| Zona de interés  | 2       |

## Premios de los gobernadores
El 9 de enero de 2024, la Academia celebró la 14.ª ceremonia anual de los Premios de los gobernadores, la cual se llevó a cabo en el Ray Dolby Ballroom de Hollywood & Highland. El evento programado principalmente para el 18 de noviembre del 2023, tuvo que ser pospuesto debido a las huelgas de los sindicatos de actores (SAG-AFTRA) y guionistas (WGA). Durante la ceremonia conducida por John Mulaney, los siguientes premios fueron entregados:

### Óscar honorífico
- Angela Bassett
- Mel Brooks
- Carol Littleton

### Premio Humanitario Jean Hersholt
- Michelle Satter

## Presentadores y actuaciones

### Presentadores
| Nombre                                                                       | Categoría presentada                                                                          |
| ---------------------------------------------------------------------------- | --------------------------------------------------------------------------------------------- |
| Jimmy Kimmel                                                                 | Anfitrión de la 96.ª edición de los Premios Óscar                                             |
| David Alan Grier                                                             | Locutor                                                                                       |
| Jamie Lee Curtis Regina King Rita Moreno Lupita Nyong'o Mary Steenburgen     | Presentadoras del premio a la mejor actriz de reparto                                         |
| Chris Hemsworth Anya Taylor-Joy                                              | Presentadores de los premios al mejor cortometraje animado y a la mejor película animada      |
| Melissa McCarthy Octavia Spencer                                             | Presentadoras de los premios al mejor guion original y al mejor guion adaptado                |
| Michael Keaton Catherine O'Hara                                              | Presentadores de los premios al mejor maquillaje y peluquería y al mejor diseño de producción |
| John Cena                                                                    | Presentador del premio al mejor diseño de vestuario                                           |
| Bad Bunny Dwayne Johnson                                                     | Presentadores del premio a la mejor película internacional                                    |
| Emily Blunt Ryan Gosling                                                     | Homenaje a todos los especialistas en la historia del cine                                    |
| Mahershala Ali Ke Huy Quan Tim Robbins Sam Rockwell Christoph Waltz          | Presentadores del premio al mejor actor de reparto                                            |
| Danny DeVito Arnold Schwarzenegger                                           | Presentadores de los premios a los mejores efectos visuales y al mejor montaje                |
| America Ferrera Kate McKinnon                                                | Presentadoras de los premios al mejor cortometraje documental y al mejor cortometraje animado |
| Zendaya                                                                      | Presentadora del premio a la mejor fotografía                                                 |
| Issa Rae Ramy Youssef                                                        | Presentadores del premio al mejor cortometraje                                                |
| John Mulaney                                                                 | Presentador del premio al mejor sonido                                                        |
| Cynthia Erivo Ariana Grande                                                  | Presentadoras de los premios a la mejor banda sonora original y a la mejor canción original   |
| Nicolas Cage Brendan Fraser Ben Kingsley Matthew McConaughey Forest Whitaker | Presentadores del premio al mejor actor                                                       |
| Steven Spielberg                                                             | Presentador del premio al mejor director                                                      |
| Sally Field Jessica Lange Jennifer Lawrence Charlize Theron Michelle Yeoh    | Presentadoras del premio a la mejor actriz                                                    |
| Al Pacino                                                                    | Presentador del premio a la mejor película                                                    |

### Actuaciones
| Nombre                                                                                               | Rol              | Acto                                                          |
| --- | ---------------- | ------------------------------------------------------------- |
| Rickey Minor                                                                                         | Director musical | Orquesta                                                      |
| Billie Eilish Finneas O'Connell                                                                      | Intérpretes      | "What Was I Made For?" de Barbie                              |
| Scott George The Osage Singers                                                                       | Intérpretes      | "Wahzhazhe (A Song For My People)" de Los asesinos de la luna |
| Jon Bariste                                                                                          | Intérprete       | "It Never Went Away" de American Symphony                     |
| Becky G                                                                                              | Intérprete       | "The Fire Inside" de Flamin' Hot                              |
| Ryan Gosling Mark Ronson Simu Liu Scott Evans Ncuti Gatwa Kingsley Ben-Adir Slash Wolfgang Van Halen | Intérpretes      | "I'm Just Ken" de Barbie                                      |
| Andrea Bocelli Matteo Bocelli                                                                        | Intérpretes      | "Con te partirò" durante el tributo anual In Memoriam         |

## Información de la ceremonia
La 96.ª edición de los Premios Óscar se llevó a cabo el domingo 10 de marzo de 2024, fecha anunciada por ABC y la Academia. Este fue el tercer año consecutivo en que la ceremonia de los premios se llevó a cabo en el mes de marzo, después de registrar aumentos constantes de audiencia en los últimos dos años.
El 1 de mayo de 2023, la Academia reveló las nuevas reglas y regulaciones para la 96.ª entrega anual de los premios. Entre los cambios se encuentran aclaraciones respecto a las campañas, un tema que adquirió mayor importancia la temporada pasada (95.ª edición) con la campaña de Andrea Riseborough que le valió una nominación a mejor actriz (si bien la Academia inició una investigación sobre las tácticas de campaña, varios actores y directores salieron en defensa de Riseborough al argumentar que, durante varios años, ha sido común que productores inviten a los/as votantes a cenas y envíen regalos previos a la premiación, por lo que la actriz conservó su nominación).
Las reglas de la AMPAS reconocerán oficialmente los eventos privados y las reuniones de miembros (como las que tuvieron los miembros individuales de la rama de actores al mostrar la película de Riseborough, To Leslie, a otros amigos que resultaron ser votantes de los Óscar). Sin embargo, no se les reconocerán como eventos oficiales de FYC (For Your Consideration), por lo que las empresas tienen prohibido financiarlos, organizarlos o respaldarlos.
Con respecto al uso de las redes sociales, otro método de la campaña de base de Riseborough que generó controversia, la Academia dio a conocer que los miembros podrán usar las redes sociales, pero no para discutir preferencias de voto, decisiones, estrategias o requisitos de elegibilidad. Otros cambios realizados incluyen la ampliación de las infracciones y las sanciones, incluido el proceso de revisión de las compañías cinematográficas y las personas con respecto a la conducta, así como el establecimiento de un proceso para informar inquietudes.
En un nuevo comunicado, la Academia dio a conocer que los votantes ya no podrán hablar con los medios de comunicación sobre sus elecciones de forma anónima, una práctica que era bastante común días previos a la ceremonia. A partir de este año, los estudios solo podrán realizar cuatro proyecciones oficiales a los votantes en el periodo previo a la nominación. Sin embargo, ahora se permitirán una cantidad ilimitada de sesiones de preguntas y respuestas (Question & Answers o Q&A), así como paneles de discusión durante la temporada de votaciones, siempre que no haya “anfitrión” adjunto al evento.
El 17 de octubre de 2023, Raj Kapoor y Katy Mullan fueron anunciados como productores ejecutivos, con Hamish Hamilton como director; Mullan es ejecutiva de la productora de Hamilton, Done and Dusted. Fue la primera vez que Kapoor y Mullan fueron productores ejecutivos y la cuarta vez que Hamilton dirigió los Óscar.
El 15 de noviembre de 2023, el comediante Jimmy Kimmel fue anunciado como el anfitrión de la 96.ª edición de los Premios Óscar, regresando por segundo año consecutivo y por cuarta vez a los premios, pues habría dirigido la edición 89.ª, 90.ª y 95.ª respectivamente.
El 30 de noviembre de 2023, ABC y la Academia anunciaron que la ceremonia se adelantaría una hora, de esta manera comenzaría a las 4:00 p. m. PT (7:00 p. m. ET), lo que permitió media hora en horario estelar para un nuevo episodio de Abbott Elementary como introducción. Con este cambio, el pre-show se redujo a únicamente media hora.

### Cambio de reglas en la categoría de mejor película Internacional
A partir de 96.ª edición, las reglas respecto a la categoría de mejor película internacional estipularán que los comités de selección que presenten una película a ser considerada en los Óscar, deberán estar compuestos por al menos un 50 % de cineastas (artistas y/o artesanos) del país en cuestión para poder ser considerada elegible.

### Reglas de diversidad
Este fue el primer año en que las reglas de diversidad en la categoría de mejor película se tornaron obligatorias. En junio de 2020, bajo su iniciativa Academy Aperture 2025, la academia estableció un conjunto de «estándares de representación e inclusión» que cada película deberá cumplir para poder competir en la categoría. Sin embargo, para la 94.ª y 95.ª edición de los premios (películas estrenadas en 2021 y 2022), los cineastas no estaban obligados a cumplir con los estándares y solo debían enviar un formulario confidencial de "Estándares de inclusión de la Academia" solo con fines informativos. Hay cuatro estándares generales, de los cuales una película debe cumplir dos para ser considerada mejor película: (a) «representación, temas y narrativas en pantalla»; (b) «liderazgo creativo y equipo de proyecto»; (c) «el acceso y las oportunidades de la industria»; y (d) «desarrollo de la audiencia».
Como explicó Alissa Wilkinson de Vox en 2020, los estándares «básicamente se dividen en dos grandes grupos: estándares que promueven una representación más inclusiva y estándares que promueven un empleo más inclusivo». Los estándares tienen como objetivo brindar mayores oportunidades de empleo, en elenco, equipo, aprendizaje y pasantías en estudios, y ejecutivos de desarrollo, marketing, publicidad y distribución, entre grupos raciales y étnicos "subrepresentados", mujeres, personas LGBTQ+ y personas con discapacidades cognitivas y/o físicas, o que sean sordas o tengan problemas de audición.

## Óscarshortlists
El 21 de diciembre de 2023, se anunciaron las shortlists (votación preliminar) pertenecientes a diez categorías generales.
- Los títulos resaltados con un ‡ y en negrilla fueron seleccionados en el grupo de cinco nominados.

#### Mejor largometraje documental
Las películas, listadas en orden alfabético por título, son:
- American Symphony
- Apolonia, Apolonia
- Beyond Utopia
- Bobi Wine: The People’s President ‡
- Desperate Souls, Dark City and the Legend of Midnight Cowboy
- Going to Mars: The Nikki Giovanni Project
- In the Rearview
- La memoria infinita ‡
- Las hijas de Olfa ‡
- Stamped from the Beginning
- Still: A Michael J. Fox Movie
- A Still Small Voice
- 32 Sounds
- To Kill a Tiger ‡
- 20 días en Mariúpol ‡

#### Mejor cortometraje documental
Las películas, listadas en orden alfabético por título, son:
- The ABCs of Book Banning ‡
- The Barber of Little Rock ‡
- Bear
- Between Earth & Sky
- Black Girls Play: The Story of Hand Games
- Camp Courage
- Deciding Vote
- How We Get Free
- If Dreams Were Lightning: Rural Healthcare Crisis
- Island in Between ‡
- The Last Repair Shop ‡
- Last Song from Kabul
- Nǎi Nai & Wài Pó ‡
- Oasis
- Wings of Dust

#### Mejor película internacional
Las películas, listadas en orden alfabético por título, son:
- Alemania, Sala de profesores ‡
- Armenia, Amerikatsi
- Bután, The Monk and the Gun
- Dinamarca, El bastardo
- España, La sociedad de la nieve ‡
- Finlandia, Fallen Leaves
- Francia, A fuego lento
- Islandia, Godland
- Italia, Yo capitán ‡
- Japón, Perfect Days ‡
- Marruecos, Mentira piadosa
- México, Tótem
- Reino Unido, Zona de interés ‡
- Túnez, Las hijas de Olfa
- Ucrania, 20 días en Mariúpol

#### Mejor maquillaje y peluquería
Las películas, listadas en orden alfabético por título, son:
- Beau tiene miedo
- Ferrari
- Golda ‡
- La sociedad de la nieve ‡
- The Last Voyage of the Demeter
- Los asesinos de la luna
- Maestro ‡
- Napoleón
- Oppenheimer ‡
- Pobres criaturas ‡

#### Mejor banda sonora
Las partituras, listadas en orden alfabético por título, son:
- American Fiction ‡
- American Symphony
- Barbie
- El color púrpura
- Elemental
- El niño y la garza
- Indiana Jones y el dial del destino ‡
- La sociedad de la nieve
- Los asesinos de la luna ‡
- Los que se quedan
- Oppenheimer ‡
- Pobres criaturas ‡
- Saltburn
- Spider-Man: Across the Spider-Verse
- Zona de interés

#### Mejor canción original
Las canciones, listadas en orden alfabético por título, son:
- "It Never Went Away" de American Symphony ‡
- "Dear Alien (Who Art In Heaven)" de Asteroid City
- "Dance The Night" de Barbie
- "I'm Just Ken" de Barbie ‡
- "What Was I Made For?" de Barbie ‡
- "Keep It Movin'" de El color púrpura
- "(Superpower) I" de El color púrpura
- "The Fire Inside" de Flamin' Hot ‡
- "High Life" de Flora and Son
- "Meet In The Middle" de Flora and Son
- "Wahzhazhe (A Song For My People)" de Los asesinos de la luna ‡
- "Can't Catch Me Now" de Los juegos del hambre: balada de pájaros cantores y serpientes
- "Quiet Eyes" de Vidas pasadas
- "Road To Freedom" de Rustin
- "Am I Dreaming" de Spider-Man: Across the Spider-Verse

#### Mejor cortometraje animado
Las películas, listadas en orden alfabético por título, son:
- Boom
- Eeva
- Humo (Smoke)
- I’m Hip
- A Kind of Testament
- Koerkorter (Dog Apartment)
- Letter to a Pig ‡
- Ninety-Five Senses ‡
- Once Upon a Studio
- Our Uniform ‡
- Pachyderme ‡
- Pete
- 27
- WAR IS OVER! Inspired by the Music of John and Yoko ‡
- Wild Summon

#### Mejor cortometraje
Las películas, listadas en orden alfabético por título, son:
- The After ‡
- The Anne Frank Gift Shop
- An Avocado Pit
- Bienvenidos a Los Angeles
- Dead Cat
- Extraña forma de vida
- Good Boy
- Invincible ‡
- Invisible Border
- Knight of Fortune ‡
- La maravillosa historia de Henry Sugar ‡
- The One Note Man
- Red, White and Blue ‡
- The Shepherd
- Yellow

#### Mejor sonido
Las películas, listadas en orden alfabético por título, son:
- Barbie
- The Creator ‡
- Ferrari
- The Killer
- Los asesinos de la luna
- Maestro ‡
- Mission: Impossible – Dead Reckoning Part One ‡
- Napoleón
- Oppenheimer ‡
- Zona de interés ‡

#### Mejores efectos visuales
Las películas, listadas en orden alfabético por título, son:
- The Creator ‡
- Godzilla Minus One ‡
- Guardianes de la Galaxia Vol. 3 ‡
- Indiana Jones y el dial del destino
- La sociedad de la nieve
- Mission: Impossible – Dead Reckoning Part One ‡
- Napoleón ‡
- Pobres criaturas
- Rebel Moon – Part One: A Child of Fire
- Spider-Man: Across the Spider-Verse